# 太平镇 (哈尔滨市)
太平镇是中华人民共和国黑龙江省哈尔滨市道里区下辖的一个镇，位于市区西南部，哈尔滨太平机场坐落于其境内。

## 行政区划
太平镇下辖以下村级行政区划单位：
太平社区、太平村、永和村、先发村、太安村、立功村、立权村、前进村、先富村和立业村。